# Lepilemur wrightae
Lepilemur wrightae — вид лемуров из семейства Лепилемуровые. Эндемик Мадагаскара. Один из самых крупных представителей лепилемуров: в длину составляет от 52 до 64 см, из которых от 24 до 27 см приходится на хвост. Обитает в юго-восточной части Мадагаскара, населяет первичные и вторичные леса на небольших высотах над уровнем моря.
Изначально этому виду был присвоен эпитет Lepilemur wrighti, однако в 2009 году эпитет был уточнён, и сейчас вид называется Lepilemur wrightae.